# Œ̀
Cette page contient des caractères spéciaux ou non latins. S’ils s’affichent mal (▯, ?, etc.), consultez la page d’aide Unicode.
Œ̀ (minuscule : œ̀), appelé E dans l’O accent grave, est un graphème utilisé dans l’écriture du dan de l’Est en Côte d’Ivoire et du kom au Cameroun. Il s’agit de la lettre Œ diacritée d’un accent grave.

## Utilisation
En kom, le ‹ œ̀ › représente le même son que le ‹ œ › et l’accent grave indique le ton bas.

## Représentations informatiques
Le E dans l’O accent grave peut être représenté avec les caractères Unicode suivants :
- décomposé (latin étendu A, diacritiques)[1],[2] :

| formes    | représentations | chaînes de caractères | points de code | descriptions                                               |
| --------- | --------------- | --------------------- | -------------- | ---------------------------------------------------------- |
| capitale  | Œ̀               | Œ◌̀                    | U+0152 U+0300  | digramme soudé majuscule latin oe diacritique accent grave |
| minuscule | œ̀               | œ◌̀                    | U+0153 U+0300  | digramme soudé minuscule latin oe diacritique accent grave |